# Museo Yavarí
El Museo Yavarí, es un museo flotante ubicado en el Lago Titicaca, en la ciudad de Puno, Perú. Se encuentra a bordo del buque ''Yavarí'', una embarcación de origen británico del siglo XIX que fue ensamblada en Perú y que actualmente se ha convertido en un importante atractivo histórico y turístico de la región.

## Historia
El buque Yavarí fue construido en Gran Bretaña en 1862 y posteriormente transportado en piezas hasta el Perú. Debido a las dificultades logísticas, las piezas del buque fueron trasladadas a lomo de mula desde la costa peruana hasta el Lago Titicaca, donde finalmente fue ensamblado y botado en 1870. Originalmente, funcionaba con un motor a vapor alimentado por excremento de llama como combustible.
El buque Yavarí sirvió inicialmente como cañonero de la Armada Peruana y luego como embarcación de carga y transporte de pasajeros. En el siglo XX, el Yavarí fue dado de baja y permaneció en estado de abandono hasta que, en 1987, la asociación ''Yavarí Project'' liderada por Meriel Larken, inició su restauración con el objetivo de convertirlo en museo flotante.
El ''Yavarí'' fue reinaugurado como museo flotante y actualmente recibe visitantes interesados en conocer su historia y la importancia de la navegación en el Lago Titicaca. El museo cuenta con exhibiciones sobre la construcción y ensamblaje del barco, su funcionamiento a vapor, su uso como cañonero y transporte de carga, así como la restauración y conservación de la embarcación.
Desde su conversión en museo, el ''Yavarí'' también ha sido acondicionado como un alojamiento turístico, ofreciendo a los visitantes la posibilidad de pernoctar a bordo y experimentar la vida en el histórico buque.

## Exhibiciones y caracteríscas
El '''Museo Yavarí''' ofrece a los visitantes, la historia del buque y la navegación en el Lago Titicaca. Entre sus principales atractivos se encuentran:
- La sala de máquinas, donde se exhibe el motor original y los sistemas de propulsión.
- La cabina del capitán y las habitaciones de la tripulación restauradas.
- Fotografías históricas y documentos sobre la construcción y restauración del barco.
- Testimonios sobre el papel del buque en la historia del Perú.

Actualmente, el Yavarí también funciona como alojamiento turístico, permitiendo a los visitantes pernoctar a bordo y vivir la experiencia de un viaje en el tiempo.